# Baškim Velija
Baškim Velija (in macedone Башким Велија?; grafia albanese Bashkim Velija; Tetovo, 1º agosto 1993) è un calciatore macedone, difensore dell'Arsimi.

## Carriera
Il 1º ottobre 2011 fa il suo debutto nella massima serie del campionato macedone con la maglia del Renova.

## Palmarès

### Club

#### Competizioni nazionali
- Coppa di Macedonia: 1

Renova: 2011-2012